# 漢普頓鎮區 (新澤西州)
漢普頓鎮區（英語：Hampton Township）是位於美國新澤西州蘇塞克斯縣的一個鎮區。

## 地方資料
漢普頓鎮區的面積為66.00平方千米，當中陸地面積為63.63平方千米，而水域面積為2.36平方千米。根據2020年美國人口普查的數據，當地共有人口4893人，而人口密度為每平方千米74.14人。